# 다바라촌 (아이치현)
다바라촌(田原村)은 일본 아이치현 미나미시타라군에 설치되었던 촌이다. 현재의 신시로시의 일부에 해당한다.